# Cyclassics Hamburg
Cyclassics Hamburg, beroende på sponsor kallad HEW Cyclassics (1996-2005), Vattenfall Cyclassics (2006-2015), EuroEyes Cyclassics (2016–2019) och från 2022 Bemer Cyclassics, är en endagstävling i cykel som avgörs i och i trakterna av Hamburg. Trots sin korta historia betraktas den som en klassiker. Bansträckningen varierar, men längden är alltid runt 250 km och den tuffa backen Waseberg brukar finnas med. Loppet ingår i UCI ProTour.
Tävlingen startade 1996 som ett ganska obetydligt lopp och den första vinnaren blev italienaren Rossano Brasi men tävlingen skapade sig snart en popularitet, när cykelsportens popularitet växte i Tyskland. Jan Ullrich vann tävlingen 1997 och året därpå hade loppet blivit del av cykelsportens världscup. Nederländaren Léon van Bon vann tävlingen 1998, när den hade blivit del av världscupen. Sedan världscupen lade ned efter säsongen 2004 är den del av UCI ProTour.
Bansträckningen på tävlingen har ändrats flera gånger, men är ofta runt 250 kilometer lång. Loppets bana passerar stigningen Waseberg flera gånger. Sträckan inkluderar också Hamburgs högsta bro, Köhlbrandbrücke.
Loppet bytte namn då den tidigare sponsorn HEW, en elanläggning i Hamburg, köptes upp av Vattenfall AB. Det tidigare namnet var HEW Cyclassics, men loppet kallades från 2006 för Vattenfall Cyclassics. Från 2016 till 2019 sponsrades tävlingen av ögonklinikkedjan EuroEyes och loppet fick namnet EuroEyes Cyclassics.
En viktig del av arrangemanget är Jedermann-Rennen som hålls i anslutning till proffstävlingen. Vem som helst (jedermann) kan delta i loppen över 55 km, 100 km eller 155 km. 2005 deltog 20 000 i loppen.

## Podieplaceringar
| År                    | Vinnare              | Tvåa                 | Trea               |          |
| --------------------- | -------------------- | -------------------- | ------------------ | -------- |
| HEW Cyclassics        |                      |                      |                    |          |
| 1996                  | Rossano Brasi        | Bert Dietz           | Steffen Rein       |          |
| 1997                  | Jan Ullrich          | Wilfried Peeters     | Jens Heppner       |          |
| 1998                  | Léon van Bon         | Michele Bartoli      | Ludo Dierckxsens   |          |
| 1999                  | Mirko Celestino      | Raphael Schweda      | Romāns Vainšteins  |          |
| 2000                  | Gabriele Missaglia   | Francesco Casagrande | Fabio Baldato      |          |
| 2001                  | Erik Zabel           | Romāns Vainšteins    | Erik Dekker        |          |
| 2002                  | Johan Museeuw        | Igor Astarloa        | Davide Rebellin    |          |
| 2003                  | Paolo Bettini        | Davide Rebellin      | Jan Ullrich        |          |
| 2004                  | Stuart O'Grady       | Paolo Bettini        | Igor Astarloa      |          |
| 2005                  | Filippo Pozzato      | Luca Paolini         | Allan Davis        |          |
| Vattenfall Cyclassics |                      |                      |                    |          |
| 2006                  | Óscar Freire         | Erik Zabel           | Filippo Pozzato    |          |
| 2007                  | Alessandro Ballan    | Óscar Freire         | Gerald Ciolek      |          |
| 2008                  | Robbie McEwen        | Mark Renshaw         | Allan Davis        |          |
| 2009                  | Tyler Farrar         | Matti Breschel       | Gerald Ciolek      |          |
| 2010                  | Tyler Farrar         | Edvald Boasson Hagen | André Greipel      |          |
| 2011                  | Edvald Boasson Hagen | Gerald Ciolek        | Borut Božič        |          |
| 2012                  | Arnaud Démare        | André Greipel        | Giacomo Nizzolo    |          |
| 2013                  | John Degenkolb       | André Greipel        | Alexander Kristoff |          |
| 2014                  | Alexander Kristoff   | Giacomo Nizzolo      | Simon Gerrans      |          |
| 2015                  | André Greipel        | Alexander Kristoff   | Giacomo Nizzolo    |          |
| EuroEyes Cyclassics   |                      |                      |                    |          |
| 2016                  | Caleb Ewan           | John Degenkolb       | Giacomo Nizzolo    |          |
| 2017                  | Elia Viviani         | Arnaud Démare        | Dylan Groenewegen  |          |
| 2018                  | Elia Viviani         | Arnaud Démare        | Alexander Kristoff |          |
| 2019                  | Elia Viviani         | Caleb Ewan           | Giacomo Nizzolo    |          |
| 2020                  | inställt             | inställt             | inställt           | inställt |
| 2021                  | inställt             | inställt             | inställt           | inställt |
| BEMER Cyclassics      |                      |                      |                    |          |
| 2022                  | Marco Haller         | Wout van Aert        | Quinten Hermans    |          |
| 2023                  | Mads Pedersen        | Danny van Poppel     | Elia Viviani       |          |
| 2024                  | Olav Kooij           | Jonathan Milan       | Biniam Girmay      |          |
| 2025                  |                      |                      |                    |          |